# Scolosanthus hispidus
Scolosanthus hispidus är en måreväxtart som beskrevs av Attila L. Borhidi. Scolosanthus hispidus ingår i släktet Scolosanthus och familjen måreväxter. Inga underarter finns listade i Catalogue of Life.